# سعود بن فهد بن عبد العزيز آل سعود
الأمير سعود بن فهد بن عبد العزيز آل سعود والده هو الملك الراحل فهد بن عبد العزيز آل سعود ملك المملكة العربية السعودية، وأمه هي العنود بنت عبد العزيز بن مساعد بن جلوي آل سعود كان نائبًا لرئيس الاستخبارات العامة وهو الآن رئيس مؤسسة الدعوة الخيرية.
ونائب رئيس مجلس أمناء مؤسسة الأميرة العنود.

## أبناؤه
متزوج من الأميرة مضاوي بنت مساعد بن عبد العزيز آل سعود، وأنجبا:
- الأمير عبد العزيز بن سعود بن فهد بن عبد العزيز آل سعود.[1]
- الأمير محمد بن سعود بن فهد بن عبد العزيز آل سعود. متزوج من الأميرة العنود بنت محمد بن مشعل بن عبد العزيز آل سعود وله من الأبناء الأميرة لولوة، والأمير فيصل.[2]
- الأميرة نورة بنت سعود بن فهد بن عبد العزيز آل سعود. كانت متزوجة من الأمير منصور بن مقرن بن عبد العزيز آل سعود (متوفى) ولها من الأبناء الأميرة ريما، والأمير سعود، وتزوجت من الأمير عبد العزيز بن تركي بن مشاري آل سعود ولها من الأبناء الأمير فهد.
- الأميرة سارة بنت سعود بن فهد بن عبد العزيز آل سعود. متزوجة من الأمير فيصل بن خالد بن عبد الله بن محمد بن عبد الله آل سعود ولها من الأبناء الأميرة مضاوي، والأمير خالد.